# Picket Fences – Tatort Gartenzaun/Staffel 4
Die vierte Staffel der US-amerikanischen Fernsehserie Picket Fences – Tatort Gartenzaun besteht aus 22 Episoden. Sie wurde in den USA 1995/96 erstmals ausgestrahlt, in Deutschland 1997.

## Handlung
Auf der deutschen DVD-Ausgabe sind die Episoden 3 und 4 in vertauschter Reihenfolge und im Menü mit vertauschten Titeln enthalten.